# Les Villettes
 Les Villettes  es una población y comuna francesa, en la región de Auvernia, departamento de Alto Loira, en el distrito de Yssingeaux y cantón de Sainte-Sigolène.

## Demografía
| 526 | 511 | 423 | 529 | 592 | 851 |
| Para los censos de 1962 a 1999 la población legal corresponde a la población sin duplicidades (Fuente: INSEE [Consultar]) |     |     |     |     |     |